# Тяньцзюнь
Тяньцзю́нь (кит. упр. 天峻, пиньинь Tiānjùn) — уезд Хайси-Монгольско-Тибетского автономного округа провинции Цинхай (КНР).

## История
В 1953 году из Дулан-Монголо-Тибетско-Казахский автономного района был выделен Тяньцзюнь-Тибетский автономный район (天峻藏族自治区) уездного уровня. В 1955 году Хайси-Монголо-Тибетско-Казахский автономный район был переименован в Хайси-Монголо-Тибетско-Казахский автономный округ (海西蒙藏哈萨克族自治州), при этом Тяньцзюнь-Тибетский автономный район был переименован в уезд Тяньцзюнь.

## Административное деление
Уезд Тяньцзюнь делится на 3 посёлка и 7 волостей.